# Kim Yo-han
Dans ce nom, le nom de famille, Kim, précède le nom personnel coréen.
Kim Yo-han (김요한), né le 22 septembre 1999, également connu sous le nom de Yohan (요한) est un chanteur sud-coréen. Il a été connu du public par le biais de l'émission Produce X 101 en tant qu'apprenti de Oui Entertainment, et était membre du groupe X1, formé par le télécrochet, avant de rejoindre le groupe WEi.

## Biographie

### Pré-début: athlète de taekwondo
Suivant les pas de son père, Yohan s'entraine au taekwondo depuis l'enfance et devient athlète professionnel. Malgré une blessure aux tendons d'Achille survenue au lycée, il obtient tout de même une place l'Université de Samgmyung dans la filière taekwondo avec une bourse d'études et le poste de remplaçant au sein de l'équipe nationale de taekwondo. Il présente un intérêt grandissant pour le monde du divertissement, mais son père s'y oppose fermement.
Ses entrainements intensifs ne permettent pas à sa blessure de guérir totalement, et Yohan prend la décision de mettre un terme à sa carrière d'athlète. Contre l'avis de son père, il passe une audition destinée à recruter des acteurs chez OUI Entertainment et sera retenu. Devant son potentiel, l'agence décidé de l'envoyer participer à l'émission Produce X 101 seulement une semaine après son arrivée.

### Produce X 101et X1: du succès à la chute
En 2019, Kim Yohan participe à l'émission Produce X 101 après seulement trois mois d'entrainement. Malgré son manque d'expérience, il devient rapidement populaire auprès du public. Il termine à la première place du classement final et intègre le groupe X1 en tant que center, rappeur et chanteur,,. Les débuts du groupe, propulsés par le succès de l'émission, sont un succès. Leur premier EP, Emergency: Quantum Leap, se vend à plus de 540 millions d'exemplaires dès la première semaine. X1 devient le premier groupe à vendre un demi-million d'unités dès leur début.
Suite de révélations de manipulations sur les votes lors de l'émission, le statut du groupe et sa crédibilité auprès du public est remis en jeu. Seulement cinq mois après leur premier EP, les agences respectives des membres de X1 annoncent la séparation du groupe le 6 janvier 2020.

### WEi, un nouveau départ
Malgré la séparation du groupe, les activités de Yohan se diversifient. En juillet 2020, Yohan est annoncé en tant qu'acteur pour le rôle principal pour le remake du drama coréen A Love So Beautiful, qui connaitra du succès sur la plateforme de streaming Netflix.
Le 25 août 2020, Yohan sort son premier single digital en solo, No More, produit par un musicien qu'il admire beaucoup : Zion.T.
En septembre 2020, il collabore avec Bae Jinyoung pour un duo de promotion pour la marque Pepsi avec la chanson I Believe (2020).
En octobre 2020, Yohan débute de nouveau en tant que membre du groupe WEi de OUI Entertainment. Le groupe est composé de 6 membres ayant tous eut des expériences au sein de survival shows.
En février 2021, il rejoint l'équipe de l'émission The Show en tant que présentateur aux côtés de Yeosang (ATEEZ) et Jihan (Weeekly).

## Discographie solo
EP
- 2022 : Illusion